# Мишков, Омар Фауазович
Омар Фауазович Мишков (укр. Омар Фауазович Мішков; 10 ноября 1977, Одесса — 6 сентября 2001, Александрия, Кировоградская область) — украинский футболист, который выступал на защитника. Бронзовый призёр юношеского чемпионата Европы (1994).

## Биография
Омар Мишков родился в Одессе, где и начал заниматься футболом. Первого успеха на международной арене достиг, даже не дебютировав в соревнованиях профессиональных команд на Украине: 8 мая 1994 в составе юношеской сборной Украины получил бронзовые награды на юношеском Чемпионате Европы. В августе этого же года Омар впервые появился в составе второй команды одесского «Черноморца», где и провел весь следующий сезон.
Небольшую часть сезона 1994/95 провёл в одесском «Торпедо», который выступает в турнирах под эгидой ААФУ. В 1995 году перешёл во вторую команду донецкого «Шахтёра», за которую выступал в течение 3,5 сезонов. В 2000 году стал игроком клуба «Полиграфтехники».
После мимолетных выступлений за одесское «Топердо» в соревнованиях под эгидой ААФУ, перешёл в состав донецкого «Шахтера», где выступал за вторую команду «горняков» в течение 3,5 сезонов, пока не оказался в александрийской «Полиграфтехнике». Мишков быстро стал основным игроком александрийцев и по итогам сезона 2000/01 вместе с командой завоевал право выступать в высшей лиге.
5 сентября 2001 года футболисты «Полиграфтехники» Омар Мишков и Вадим Чернышенко вместе с другом, который управлял машиной, возвращались с рыбалки в окрестностях Александрии. Водитель не справился с управлением на одном из поворотов и машина упала в кювет. Чернышенко и Мишкова доставили в больницу, а их товарищ погиб сразу.
6 сентября Мишков скончался от полученных травм.

## Достижения
- Бронзовый призёр юношеского чемпионата Европы: 1994
- Бронзовый призёр первой лиги Украины: 2000/01
- Чемпион второй лиги Украины: 1997/1998